# The Darwin Awards
Pour les articles homonymes, voir Darwin Awards.
Pour plus de détails, voir Fiche technique et Distribution.
The Darwin Awards est un film américain réalisé par Finn Taylor (en), sorti en 2006. Ce film est dédié à la mémoire de Chris Penn. Le film est directement inspiré par les Darwin Awards, un site Internet remettant des prix aux personnes se retrouvant de façon stupide dans l'incapacité de transmettre leurs gènes.    
Le film a été présenté en avant-première au Festival du film de Sundance le 25 janvier 2006. Chris Penn, petit frère de Sean Penn, est décédé la veille de cette avant-première, le 24 janvier.

## Synopsis
Michael Burrows, profiler de la Police scientifique de San Francisco, est un expert dans sa profession. Mais il a la phobie du sang. Renvoyé à cause de cela, il tente de convaincre une entreprise d'assurances de l'embaucher afin de détecter les faux accidents et les fausses déclarations. Passionné par les Darwin Awards, il tente de faire le lien entre tous ces accidents stupides. Il fait équipe avec Siri Taylor, une experte en assurance, afin d'établir le profil des potentiels gagnants aux Darwin Awards. Ils vont découvrir que certaines personnes repoussent les limites de la bêtise...

## Fiche technique
- Musique : David Kitay
- Décors : Peter Jamison
- Costumes : Amy Brownson
- Directeur de la photographie : Hiro Narita
- Montage : Rick LeCompte
- Directeur artistique : Don Day
- Producteur : Jane Sindell, Johnny Wow et Jason Blum
- Distribution : MGM, Icon Entertainment International
- Format : 1,85:1 - Dolby Digital
- Pays d'origine :  États-Unis
- Langue : anglais
- Genre : Comédie noire
- Durée : 90 minutes

## Distribution
- Joseph Fiennes : Michael Burrows
- Winona Ryder : Siri Taylor
- David Arquette : Harvey
- Chris Penn : Tom
- Juliette Lewis : Joleen
- Tim Blake Nelson : Perp
- Julianna Margulies : Carla
- Wilmer Valderrama : le réalisateur du documentaire sur Burrows
- Alessandro Nivola : Ad Exec
- Robin Tunney : Zoe
- Max Perlich : Bob
- Judah Friedlander : Simon
- Lukas Haas : Farley
- D. B. Sweeney : l'inspecteur Maguire
- Tom Hollander : Henry
- Metallica : Eux-mêmes
- Adam Savage et Jamie Hyneman : les deux vendeurs de fusées
- Lawrence Ferlinghetti : lui-même

## Morts du film
Certains « accidents » du film sont inspirés de faits réels :
- Faire une chute du 24e étage d'un building en essayant de vérifier la solidité des vitres (Toronto, 1993).

Cependant, le Darwin Award de l'homme ayant accroché une fusée JATO à l'arrière de sa voiture et s'écrasant ensuite contre une montagne est un faux, ce n'est qu'une légende urbaine.

## Sortie
- Aux États-Unis et en France, comme dans de nombreux pays, le film est sorti directement en DVD. Le DVD contient un making-of, des interviews, des cascades et une bande-annonce.
- Le film est sorti en salle aux Émirats arabes unis, en Belgique, Thaïlande, Espagne, Italie, Lettonie[2]...
- Il a été présenté au Filmart de Hong Kong en mars 2006.

## Lieux de tournage
- En Californie : dans les villes d'Adelanto, Crockett, San Francisco, Oakland, dans la Lucerne Valley, au Lac Tahoe[3]
- Reno dans le Nevada
- Salt Lake City dans l'Utah